# TMPRSS4
TMPRSS4 (англ. Transmembrane protease, serine 4) – білок, який кодується однойменним геном, розташованим у людей на короткому плечі 11-ї хромосоми. Довжина поліпептидного ланцюга білка становить 437 амінокислот, а молекулярна маса — 48 246.
| 10         |  | 20         |  | 30         |  | 40         |  | 50         |
| ---------- |  | ---------- |  | ---------- |  | ---------- |  | ---------- |
| MLQDPDSDQP |  | LNSLDVKPLR |  | KPRIPMETFR |  | KVGIPIIIAL |  | LSLASIIIVV |
| VLIKVILDKY |  | YFLCGQPLHF |  | IPRKQLCDGE |  | LDCPLGEDEE |  | HCVKSFPEGP |
| AVAVRLSKDR |  | STLQVLDSAT |  | GNWFSACFDN |  | FTEALAETAC |  | RQMGYSSKPT |
| FRAVEIGPDQ |  | DLDVVEITEN |  | SQELRMRNSS |  | GPCLSGSLVS |  | LHCLACGKSL |
| KTPRVVGVEE |  | ASVDSWPWQV |  | SIQYDKQHVC |  | GGSILDPHWV |  | LTAAHCFRKH |
| TDVFNWKVRA |  | GSDKLGSFPS |  | LAVAKIIIIE |  | FNPMYPKDND |  | IALMKLQFPL |
| TFSGTVRPIC |  | LPFFDEELTP |  | ATPLWIIGWG |  | FTKQNGGKMS |  | DILLQASVQV |
| IDSTRCNADD |  | AYQGEVTEKM |  | MCAGIPEGGV |  | DTCQGDSGGP |  | LMYQSDQWHV |
| VGIVSWGYGC |  | GGPSTPGVYT |  | KVSAYLNWIY |  | NVWKAEL    |  |            |

A: Аланін

C: Цистеїн

D: Аспарагінова кислота

E: Глутамінова кислота

F: Фенілаланін

G: Гліцин

H: Гістидин

I: Ізолейцин

K: Лізин

L: Лейцин

M: Метіонін

N: Аспарагін

P: Пролін

Q: Глутамін

R: Аргінін

S: Серин

T: Треонін

V: Валін

W: Триптофан

Кодований геном білок за функціями належить до гідролаз, протеаз, серинових протеаз. 
Задіяний у такому біологічному процесі, як альтернативний сплайсинг. 
Локалізований у мембрані.